# Regio III (Pompeia)
Llista dels monuments presents a la Regio III de les excavacions arqueològiques de Pompeia. Comprèn la part est de la ciutat. Està limitada al nord per la via de Nola, al sud per la via de l'Abundància, a l'est per la muralla entre les portes de Nola i del Sarn i a l'oest actualment té límits imprecisos, ja que es troba a la zona de la ciutat que encara no ha estat excavada.

Plànol de Pompeia, amb les distintes regiones o districtes en què estava dividida
Plànol de Pompeia on es ressenyen (en anglès) els principals edificis i vies urbanes
Mapa de situació de la Pompeia romana, on es veu l'àrea afectada per l'erupció del Vesuvi del 79

## Insula 1
| Pos. | Imatge | Nom                                 | Descripció | Nota |
| ---- | ------ | ----------------------------------- | --- | ---- |
| 1    |        | Botiga                              | - |      |
| 2    |        | Botiga                              | - |      |
| 3    |        | Casa de Pacuvi                      | Es tracta d'una casa gairebé completament enterrada, de la qual només és visible l'entrada. Al pilar esquerre hi ha una inscripció referida clarament a Pacuvius, mentre que sobre l'arrebossat que es va perdre hi havia representada una àncora vermella, probablement en referència a l'activitat del propietari, comerciant marítim. |      |
| 4    |        | Botiga                              | - |      |
| 5    |        | Botiga                              | - |      |
| 6    |        | Casa amb taverna de Predici Corneli | Usada probablement també com a botiga, està gairebé completament enterrada. Va ser parcialment danyada per una bomba caiguda durant la Segona Guerra Mundial. Rep el nom d'un grafit que es troba al pilar dret de l'entrada. |      |

## Insula 2
| Pos. | Imatge | Nom                       | Descripció | Nota |
| ---- | ------ | ------------------------- | --- | ---- |
| 1    | -      | Casa de Trebi Valent      | Apareix amb la façana marcada per nombrosos anuncis polítics i d'espectacles que van tenir lloc a l'amfiteatre, en part destruïda pel bombardeig del 1943. N'és característic el peristil amb una paret decorada amb escaquer policromat, mentre que a la resta de la casa hi ha pintures del segon i, sobretot, del tercer estil pompeià. Al jardí hi ha un triclinium d'estiu. |      |
| 2    | -      | Botiga de Soteric         | - |      |
| 3    | -      | Casa amb botiga de Lutati | - |      |

## Insula 3
| Pos. | Imatge | Nom                        | Descripció | Nota |
| ---- | ------ | -------------------------- | --- | ---- |
| 1    | -      | Taverna de Tigil           | - |      |
| 2    | -      | Taller d'estores de Gràfic | - |      |
| 3    | -      | Identificació no segura    | - |      |
| 4    | -      | Botiga de Gràfic           | - |      |
| 5    | -      | Botiga de Gràfic           | - |      |
| 6    | -      | Schola Armaturarum         | Construïda durant l'últim període de vida de la ciutat, va ser un edifici utilitzat com a palestra per als gladiadors. Tenia decoracions particulars d'estil militar. Tot l'edifici es va ensorrar el 6 de novembre del 2010. |      |
| 7    | -      | Casa sense nom             | - |      |

## Insula 4
| Pos. | Imatge | Nom                            | Descripció | Nota |
| ---- | ------ | ------------------------------ | --- | ---- |
| 1    | -      | Taverna de Zòsim               | - |      |
| 2    | -      | Casa de C. Àrrius Crescent     | - |      |
| 3    | -      | Casa del Moralista             | Pertanyent a T. Àrrius Polites i M. Epidi Himeneu, és el resultat de la unió de dues cases. Té un atri que donava accés al pis superior, amb vista al jardí. El triclinium tenia tres llits i un altar. El novembre del 2011, una part del mur perimetral es va veure afectada per un ensorrament. |      |
| A    | -      | Entrada secundària (III.4.1.)  | - |      |
| B    | -      | Casa de Pinari Cerial i Càssia | Era propietat d'un gemmarius, és a dir d'un tallador de pedres i de pedres precioses. De fet, s'hi van trobar 114 objectes entre gemmes, peces de vidre i camafeus. Les pintures d'un dormitori que representen escenes de teatre estan ben conservades.                                           |      |
| C    | -      | Casa sense nom                 | - |      |
| D    | -      | Botiga                         | - |      |
| E    | -      | Casa sense nom                 | - |      |
| F    | -      | Casa sense nom                 | - |      |

## Insula 5
| Pos. | Imatge | Nom                             | Descripció | Nota |
| ---- | ------ | ------------------------------- | --- | ---- |
| 1    | -      | Casa amb botiga de Pasci Hermes | - |      |
| 2    | -      | Casa de Loreius                 | Va ser excavada parcialment entre 1917 i 1919. Només n'és visible la façana, amb una entrada centrada entre dues columnes i una petita finestra a l'esquerra. Al llarg de tota la façana es pot veure el que probablement és la base d'un balcó. |      |
| 3    | -      | Botiga                          | - |      |
| 4    | -      | Casa sense nom                  | - |      |
| 5    | -      | Taverna del Crotonense          | - |      |

## Insula 6
| Pos. | Imatge | Nom               | Descripció | Nota |
| ---- | ------ | ----------------- | --- | ---- |
| 1    | -      | Caupona de Ferusa | - |      |
| 2    | -      | Casa de M. Satri  | Només va ser excavada parcialment el 1935 i va ser lleugerament destruïda per una bomba caiguda durant la Segona Guerra Mundial; això va provocar la pèrdua d'un epígraf. A la casa hi ha traces de guix i un grafit cobert que elogiava Neró. |      |
| 3    | -      | Botiga            | - |      |
| 4    | -      | Casa de M. Satri  | - |      |
| 5    | -      | Botiga            | - |      |
| 6    | -      | Caupona           | - |      |

## Insula 7
| Pos. | Imatge | Nom                      | Descripció | Nota |
| ---- | ------ | ------------------------ | --- | ---- |
| 1    | -      | Casa de Popidi Metèl·lic | Va ser excavada el 1936 i novament enterrada. Només se'n poden observar les restes dels murs perimetrals i l'entrada. |      |
| 2    | -      | Casa de Popidi Metèl·lic | - |      |
| 3    | -      | Botiga                   | - |      |
| 4    | -      | Estable                  | - |      |
| 5    | -      | Identificació no segura  | - |      |
| 6    | -      | Botiga                   | - |      |
| 7    | -      | Vinya                    | - |      |

## Insula 8
| Pos. | Imatge | Nom                        | Descripció | Nota |
| ---- | ------ | -------------------------- | --- | ---- |
| 1    | -      | Botiga                     | - |      |
| 2    | -      | Casa de Vescí              | Va ser explorada entre el 1843 i el 1845 i després de nou el 1905, per ser posteriorment enterrada. Cal destacar-ne l'entrada, feta amb grans blocs, i part de la façana sobre la qual probablement hi havia una inscripció electoral.                                    |      |
| 3    | -      | Botiga                     | - |      |
| 4    | -      | Casa de Luci i Anímula     | També anomenada Casa del Perseu infant, va ser excavada entre 1838 i 1905 i només és parcialment visible. A la façana s'han trobat diversos frescos, com ara tres sàtirs nus, un home que recull vi i un altre que porta raïm, a més de diverses inscripcions electorals. |      |
| 5    | -      | Accés a la planta superior | - |      |
| 6    | -      | Casa de Faustí             | Es tractava d'una casa amb botiga, explorada el 1844. Només en fou excavada una part amb molt pocs residus d'estuc. A la façana probablement hi havia inscripcions electorals.                                                                                            |      |
| 7    | -      | Casa de Pelor              | Explorada el 1884, i després entre el 1903 i el 1905, es troba en part encara sota terra. Cal destacar-ne l'entrada que donava a l'atri i una petita finestra a la façana, on hi havia una inscripció electoral.                                                          |      |
| 8    | -      | Caupona d'Astil            | - |      |

## Insula 9
| Pos. | Imatge | Nom            | Descripció | Nota |
| ---- | ------ | -------------- | ---------- | ---- |
| 1    | -      | Botiga         | -          |      |
| 2    | -      | Casa sense nom | -          |      |
| 3    | -      | Casa sense nom | -          |      |
| 4    | -      | Botiga         | -          |      |
| 5    | -      | Botiga         | -          |      |
| 6    | -      | Botiga         | -          |      |

## Insula 10
| Pos. | Imatge | Nom                        | Descripció | Nota |
| ---- | ------ | -------------------------- | ---------- | ---- |
| 1    | -      | Hospici                    | -          |      |
| 2    | -      | Botiga                     | -          |      |
| 3    | -      | Casa sense nom             | -          |      |
| 4    | -      | Accés a la planta superior | -          |      |
| 5    | -      | Casa amb botiga            | -          |      |
| 6    | -      | Thermopolium               | -          |      |

## Insula 11
| Pos. | Imatge | Nom                     | Descripció | Nota |
| ---- | ------ | ----------------------- | ---------- | ---- |
| 1    | -      | Caupona                 | -          |      |
| 2    | -      | Casa sense nom          | -          |      |
| 3    | -      | Botiga                  | -          |      |
| 4    | -      | Botiga                  | -          |      |
| 5    | -      | Caupona                 | -          |      |
| 6    | -      | Identificació no segura | -          |      |
| 7    | -      | Identificació no segura | -          |      |
| A    | -      | Identificació no segura | -          |      |

## Insula 12
| Pos. | Imatge | Nom                     | Descripció | Nota |
| ---- | ------ | ----------------------- | ---------- | ---- |
| A    | -      | Identificació no segura | -          |      |
| B    | -      | Identificació no segura | -          |      |